# SIGSALY
SIGSALY，也称为X系统、X项目、密码电话 I，或者绿色大黄蜂，它是为二战期间盟军最高层设计的一个经过数字加密的无线电话系统。
SIGSALY是通信系统发展过程中的一个里程碑，当代数字通信耳熟能详的一系列概念在其中首次得以运用，其中包括著名的脉冲编码调制技术（PCM）。
SIGSALY不是首字母缩略词，没有什么含义。别名“绿色大黄蜂”则说出了这个语音通话系统的保密特征——窃听者只能听到像大黄蜂一样嗡嗡作响的噪声。

## 发展过程
二战期间交战双方都用电子扰频器（scrambler）保护自己的无线通信不受窃听，但是突破电子扰频器的屏蔽并不十分困难。只要用一台频谱分析仪器对通信频谱进行仔细扫描，就能发现扰频的规律从而加以破解。为了弥补这个缺陷，基于一次性密码本的加密技术出现了。
贝尔实验室开发了基于一次性密码本加密技术的无线通话系统的原型机，并展示给军方。领导这个项目的是A·B·Clark，英国则派出了著名数学家艾伦·图灵  给予协助。军方对此非常满意，向贝尔实验室购买了两套设备并于1943年投入使用，这就是SIGSALY。SIGSALY一直为军方服役至1946年。

## 工作原理
SIGSALY用一个随机噪声掩码对语音通话进行加密，整个编码加密过程由一个声码器（vocoder）完成。声码器能减少语音流中的冗余信息，从而减少编码的工作量。
SIGSALY每隔20毫秒对语音信号的幅度进行一次采样。采样取值按照6档进行数字化，最小是0，最大是5。需要指出的是，SIGSALY使用非线性采样法，即声音小的时候采样间隔比较宽，声音大的时候采样间隔比较窄，这是基于所谓的压缩扩展的原理，因为人的耳朵对大音量的变化比较敏感，而对小音量的变化不敏感。
加密的密钥也是在0到5之间随机挑选。加密的过程是采样取值减去密钥，然后对6取模。如果做减法的结果是负数，则加6。比如，语音采样值是3，而随机密钥是5, 运算过程如下：
{\displaystyle 3-5\equiv -2,\ -2+6\equiv 4{\pmod {6}}\,}
— 最后的结果是4.
完成上述运算后，系统在6个载频中挑选一个运送采样取值，这个技术也叫频移键控（frequency-shift keying，FSK）。SIGSALY接收终端收到信号时，先将他们还原成采样取值，然后加上随机密钥（0到5）进行解码。解码的过程中同样用到模运算。比如，SIGSALY收到的采样取值是4，随机密钥是5（必须与发送端完全一样），则加法运算结果是：
{\displaystyle 4+5\equiv 9,\ 9-6\equiv 3{\pmod {6}}\,}
— 最后得到结果3。
SIGSALY用所谓的“一次性密码本”的方法产生随机密钥。随机密钥將刻录在电唱片上，每张唱片可以为12分钟的语音流加密。当制作完成足够数量的电唱片之后，就派专人将唱片副本送到SIGSALY接收端。如果直接播放唱片，听到的只有噪声。SIGSALY发送端的声音和唱片上的密钥混合后，产生的也是象大黄蜂一样的嗡嗡声。但是接收端只要在播放唱片时与发送端严格同步，就能还原发送端的声音。由于每个通话使用不同的唱片，因此德国人永远不可能破译密码。

## 重要意义
SIGSALY獲誉为拥有现代通信系统的许多个第一，包括：
1. 第一个实用的加密电话系统
2. 第一次实现离散化的语音传输
3. 第一次用脉冲编码调制（PCM）技术实现语音传输
4. 第一次使用压缩PCM技术
5. 第一次实现多层次频移键控技术（Frequency Shift Keying，FSK)
6. 第一次实现语音带宽压缩
7. 第一次使用FSK - FDM (Frequency Shift Keying-Frequency Division Multiplex) 对抗信道衰落
8. 第一次使用多层次眼图技术（ eye pattern）来监控语音信号的采样质量